# 金沢中警察署
金沢中警察署（かなざわなかけいさつしょ）は、石川県警察が管轄する警察署のひとつ。石川県警察では唯一の大規模警察署で、署長は警視正。なお、金沢中警察署以外の署長は警視となっている。

## 所在地
- 石川県金沢市下本多町六番丁15番地1

なお、金沢中警察署の建物の設計は富家宏泰である。

## 管轄区域
- 金沢市の一部
  - 管轄地域の詳細は公式サイトを参照。主に香林坊・片町などの中心部および南部となっている。

## 沿革
- 1921年10月 - 広坂警察署（ひろさかけいさつしょ）に改称。
- 1948年3月7日 - 旧警察法の施行により金沢市警察局（同年12月1日に金沢市警察本部に改称）が発足。金沢市広坂警察署となる。
- 1954年7月1日 - 警察法の施行により石川県警察が発足。石川県広坂警察署となる。
- 1963年4月25日 - 石川県金沢中警察署に改称。
- 2022年3月1日 - 菊川交番が移転新築に伴い笠舞交番へと名称変更。
- 2024年4月26日 - 寺町交番を老朽化により新築移転し、泉野交番に改称して運用開始[3]。

## 組織
- 警務課
  - 警務第一係、警務第二係、警察安全相談係
- 留置管理課
  - 留置管理係、看守係
- 会計課
  - 会計係
- 生活安全課
  - 生活安全係、営業保安係、少年第一係、少年第二係、特犯第一係、特犯第二係
- 地域課
  - 企画指導第一係、企画指導第二係、通信指令係、機動警ら第一係、機動警ら第二係、機動警ら第三係
- 刑事第一課
  - 刑事総務係、統計係、強行第一係、強行第二係、強行第三係、盗犯第一係、盗犯第二係、性犯罪捜査係、鑑識係
- 刑事第二課
  - 知能係、告訴係、組織犯罪対策第一係、組織犯罪対策第二係
- 交通第一課
  - 企画係、交通安全教育係、規制係
- 交通第二課
  - 交通事故・指導総括係、指導取締係、交通事故・指導第一係、交通事故・指導第ニ係、交通事故・指導第三係、交通事故・指導第四係
- 警備課
  - 警備第一係、警備第二係、警備第三係、警備第四係

## 交番
2025年3月時点、（）内は所在地。
- 小立野台交番（金沢市小立野2丁目41番38号）
- 涌波交番(金沢市涌波1丁目7番41号)
- 暁町交番（金沢市暁町11番13号）
- 兼六園下交番（金沢市小将町1番53号）
- 香林坊交番（金沢市広坂2丁目2番21号）
- 笠舞交番（金沢市城南2丁目42番19号）[4]
- 泉野交番（金沢市泉野町6丁目15番11号）[5]
- 十一屋町交番（金沢市十一屋町14番9号）
- 犀川大橋交番（金沢市千日町1番1号）
- 泉交番（金沢市泉3丁目1番11号）
- 増泉交番（金沢市増泉2丁目16番21号）
- 伏見橋交番（金沢市西泉1丁目147番地1）
- とがし交番（金沢市窪6丁目10番地）
- 三馬交番（金沢市三馬3丁目311番地）
- 大額交番（金沢市大額3丁目203番地2）
- 田上交番（金沢市田上の里二丁目10番地）

## 駐在所
2025年3月時点、（）内は所在地。
- 末駐在所（金沢市末町6の8番地）
- 湯涌駐在所（金沢市湯涌田子島町イ127番地1）
- 二俣駐在所（金沢市二俣町に3番地甲）

## 歴代署長
- 米田義三